# 松田二郎 (地方公務員)
松田 二郎（まつだ じろう、1952年〈昭和27年〉4月9日 - ）は、日本の地方公務員。東京オリンピック招致本部次長、東京都下水道局長、東京都職員信用組合理事長、東京都競馬常務取締役を歴任。瑞宝小綬章受章者。

## 人物・経歴
労働経済局総務部総務課長、総務局参事、知事本部参事、産業労働局産業政策担当部長、知事本部秘書部長、知事本局企画調整部長、2006年 (平成18年) 7月 東京都教育委員会次長。2007年11月 東京オリンピック招致本部次長。2008年7月 東京都東京オリンピック・パラリンピック招致本部次長。2009年7月 東京都下水道局長。2012年6月、小川健一を後任に退職。同年7月 東京都職員信用組合理事長。2014年3月 東京都競馬常務取締役。
2023年4月 令和5年春の叙勲で瑞宝小綬章を受章。

## その他役職
- 子どもの生活習慣確立東京都協議会 副会長[5]
- 東京都中小企業団体中央会 副会長[6]
- 東京都労働委員会 委員[6]